# Rickard Rydell

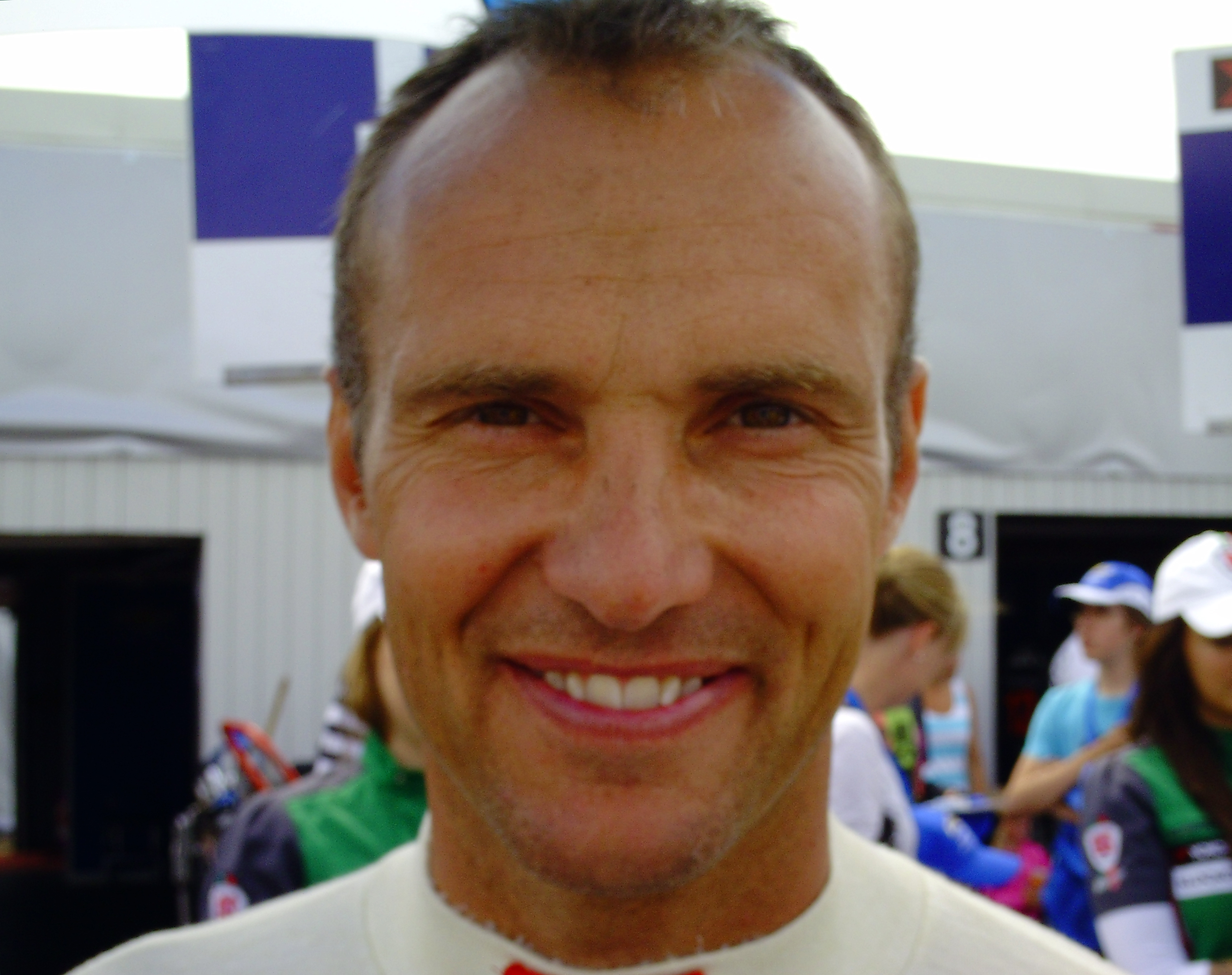
Rickard Rydell en el Campeonato Escandinavo de Turismos 2011.

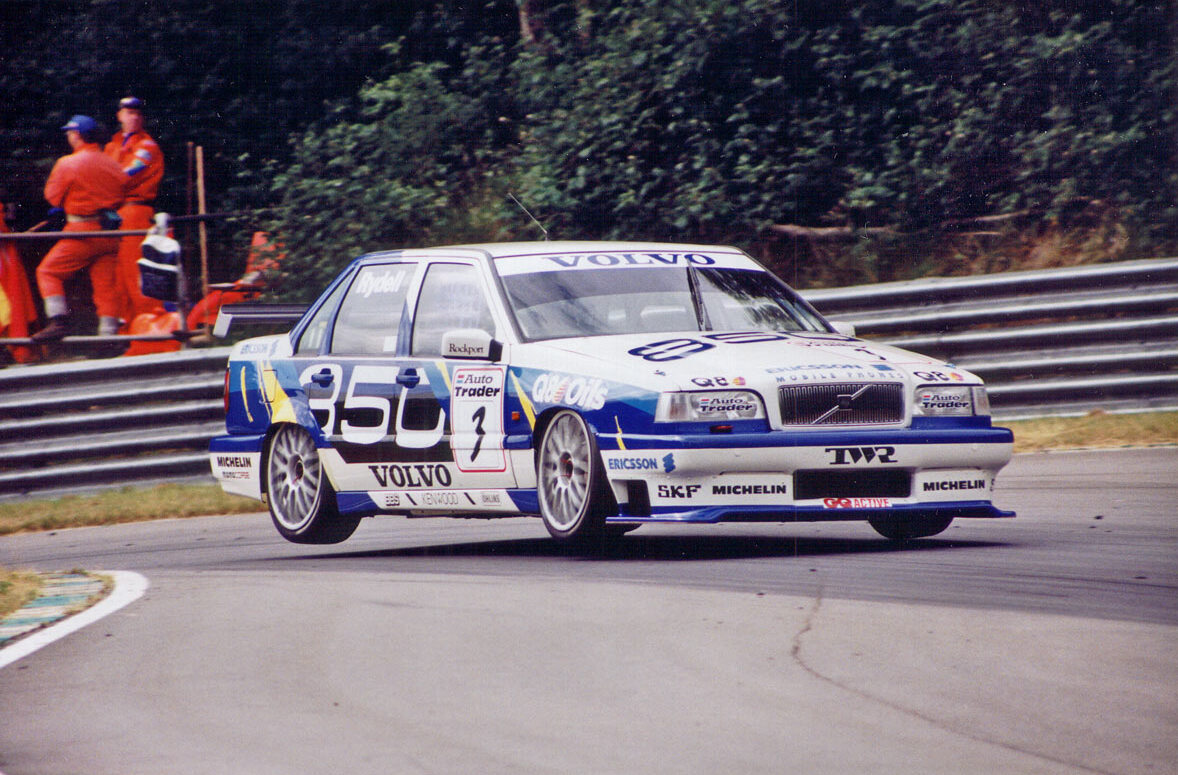
Rickard Rydell pilotando un Volvo 850 en el Campeonato Británico de Turismos 1996.

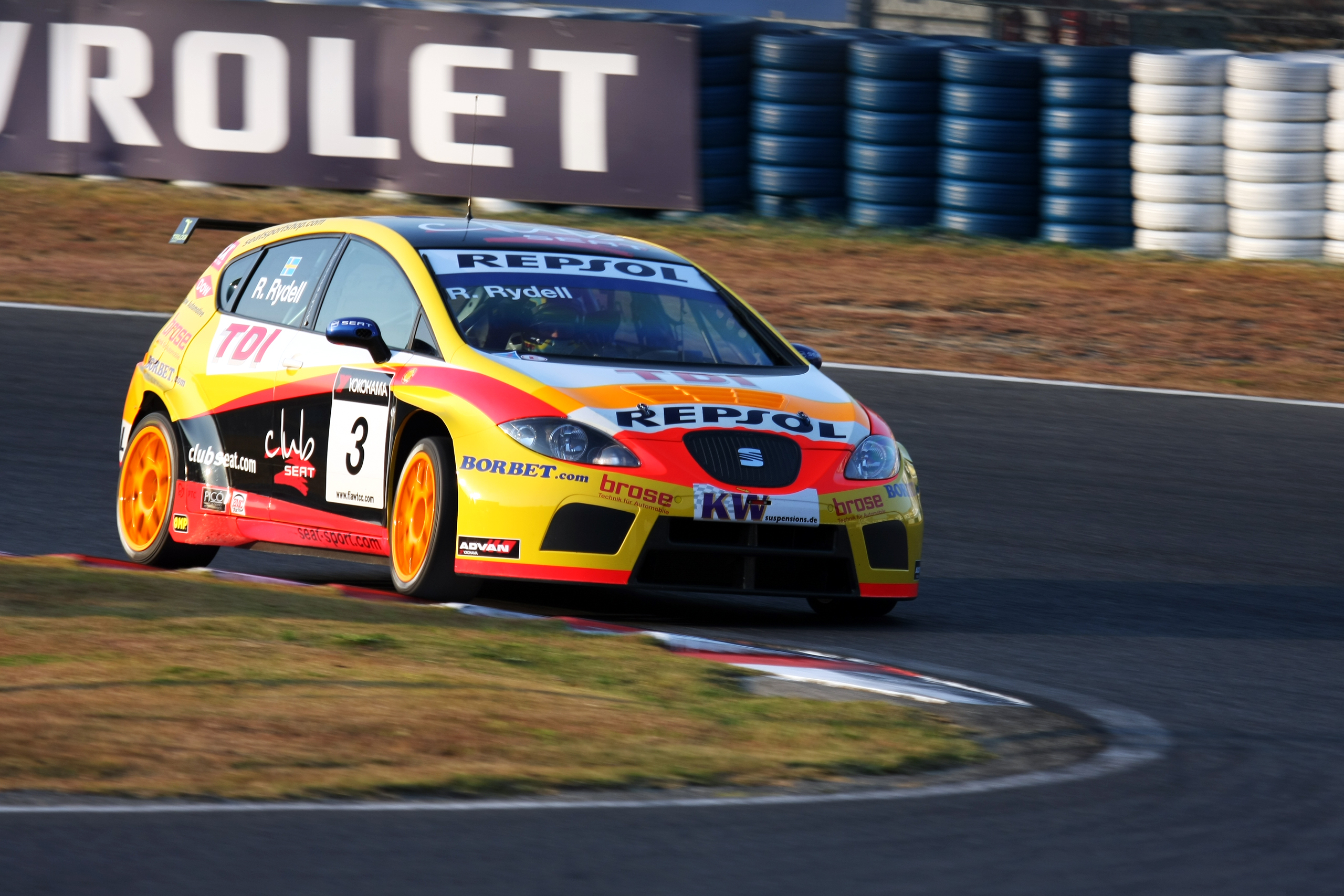
Rickard Rydell y su SEAT León en el Campeonato Mundial de Turismos 2009.

Rickard Rydell (22 de septiembre de 1967 en Vallentuna, Estocolmo, Suecia) es un piloto de automovilismo de velocidad sueco que ha competido profesionalmente en turismos y gran turismos. Fue vencedor del Campeonato Británico de Turismos 1998 y tercero en 1995, 1996, 1999 y 2000, y además obtuvo el Campeonato Escandinavo de Turismos 2011 y el subcampeonato en 2012. Además, ganó los 1000 km de Bathurst de Superturismo de 1998, y logró la victoria en la clase GT1 de las 24 Horas de Le Mans de 2007.

## Inicios
En su adolescencia, Rydell fue campeón sueco de karting de 100cc en 1984 y 1985. En 1986 pasó a la Fórmula 3 Sueca. En 1989 pasó a la Fórmula 3 Británica, donde resultó tercero, a la vez que llegó tercero en el Gran Premio de Mónaco de Fórmula 3. En 1990 quedó cuarto en la Fórmula 3000 Británica, a la vez que participó en el Campeonato Japonés de Sport Prototipos para Porsche, y llegó 12.º en las 24 Horas de Le Mans. En 1991 retornó a la Fórmula 3 Británica para quedar sexto. Disputó la Fórmula 3 Japonesa en 1992 y 1993; en 1992 también ganó el Gran Premio de Macao de Fórmula 3.

## Campeonato Británico de Turismos (1994-2000)
Rydell dejó los monoplazas por los turismos en 1994, cuando Tom Walkinshaw lo contrató para disputar el Campeonato Británico de Turismos con un Volvo 850, curiosamente de carrocería familiar. Ese año resultó 14.º sin victorias. Rydell consiguió cuatro victorias en 1995, ahora con un Volvo 850 sedán, y finalizó tercero en el campeonato detrás de John Cleland y Alain Menu. Lo mismo ocurrió en 1996; Rydell ganó en cuatro ocasiones y finalizó tercero, esta vez detrás de un imbatible Frank Biela y de Menu. Menu ganó la mitad de las carreras rumbo al campeonato 1997, y Rydell debió conformarse con una victoria y seis podios en 24 carreras, ahora a los mandos de un Volvo S40. Ese mismo año llegó cuarto en los 1000 km de Bathurst de Superturismo junto al local Jim Richards en un Volvo 850.
En 1998, Rydell sumó cinco victorias y 17 podios en 26 carreras del Campeonato Británico de Turismos, de manera que derrotó a Anthony Reid en la lucha por el cetro. Ese mismo año, ganó los 1000 km de Bathurst de Superturismo en un Volvo S40, junto a Richards. Los Nissan Primera de Laurent Aïello y David Leslie fueron superiores en 1999, por lo que Rydell se dedicó a pelear por el tercer lugar, lo que logró frente a James Thompson mediante cuatro victorias y 11 podios.

## Turismos en Volvo y GT1 (2000-2003)
Volvo se retiró del certamen en 2000, para preparar su entrada en el Campeonato Europeo de Turismos. Rydell compitió en Prodrive en un Ford Mondeo oficial, con el que ganó tres carreras y subió al podio en 11. Esos resultados lo dejaron tercero en el campeonato, detrás de sus compañeros de equipo Menu y Reid y por delante de Yvan Muller y Jason Plato de Vauxhall. En 2001, el sueco compitió para Prodrive en el Campeonato FIA GT en una Ferrari 550 Maranello junto a Menu o Peter Kox, donde obtuvo dos victorias y un tercer lugar, a la vez que participó en Petit Le Mans. También disputó el Campeonato Sueco de Turismos en un Volvo S40 de Flash, donde terminó 15.º lugar.
Volvo finalmente ingresó al Campeonato Europeo de Turismos en 2002, y Rydell pilotó uno de los Volvo S60. El piloto sumó ocho podios en 20 carreras pero ninguna victoria, y quedó en la quinta colocación final. Asimismo, participó en las 24 Horas de Le Mans y las 12 Horas de Sebring, nuevamente para Prodrive en una Ferrari 550 Maranello de la clase GTS. Volvo dejó de competir oficialmente en el Campeonato Europeo de Turismos en 2003. Rydell continuó corriendo en el certamen en un Volvo S60, pero ahora en el equipo privado ART, y finalizó 11.º lugar. También participó en las dos carreras de resistencia del V8 Supercars Australiano en un Ford Falcon como compañero de butaca de Paul Radisich, arribando séptimo tanto en los 500 km de Sandown como en los 1000 km de Bathurst.

## Turismos en SEAT (2004-2009)
SEAT Sport fichó a Rydell para conducir una de los SEAT Toledo en el Campeonato Europeo de Turismos 2004. Obtuvo una victoria y otro podio, pero puntuó en apenas seis carreras de 20 y quedó relegado al décimo lugar. Asimismo, participó en el Campeonato Suecode Turismos para la misma marca; disputó las 24 Horas de Le Mans en una Ferrari 550 de Prodrive, arribando tercero en la clase GTS y noveno absoluto junto a Darren Turner y Colin McRae; y corrió los 200 km de Buenos Aires en un Honda Civic acompañando a Juan Manuel Silva. El sueco siguió en SEAT en el reformulado Campeonato Mundial de Turismos en 2005, cambiando a un nuevo SEAT León a mitad de temporada. Con una victoria y cinco podios, quedó en la sexta posición final. En 2006, terminó séptimo con cinco podios y ninguna victoria.
El piloto perdió su puesto en SEAT en 2007. Ese año disputó las 24 Horas de Le Mans para Prodrive, ahora en un Aston Martin DBR9 oficial de la clase GT1 acompañado de Turner y David Brabham. Obtuvieron la victoria de clase, la primera para la marca desde 1959, y quedaron quintos absolutos. Luego, Rydell volvió a correr en el Campeonato Mundial de Turismos al ser invitado por Chevrolet para correr en la carrera local en Anderstorp; allí llegó noveno en la primera manga y primero en la segunda. Luego, SEAT lo convocó para la fecha final en Macao. La marca española decidió contar con Rydell como titular en 2008. Dos victorias y siete podios lo dejaron quinto en el campeonato. En 2009, obtuvo un triunfo y seis podios, con lo cual finalizó séptimo.

## Turismos en Chevrolet y periodismo (2011-2012)
Rydell se tomó un año sabático en 2010, y trabajó como comentarista de televisión en el Campeonato Sueco de Turismos. En 2011, retornó a las pistas como piloto oficial de Chevrolet en ese torneo, ahora llamado Campeonato Escandinavo de Turismos. Sumó tres victorias y seis podios, que le permitieron obtener el título ante Fredrik Ekblom. En 2012 obtuvo dos victorias y 11 podios en 16 carreras, pero Johan Kristoffersson lo relegó al subcampeonato al ganar cinco carreras. El sueco se retiró nuevamente en 2013.

## Resultados

### Turismo Competición 2000
| Año  | Equipo                 | Auto            | 1  | 2   | 3   | 4   | 5  | 6   | 7  | 8   | 9  | 10  | 11 | 12  | 13  | 14  | Res. | Puntos |
| ---- | ---------------------- | --------------- | -- | --- | --- | --- | -- | --- | -- | --- | -- | --- | -- | --- | --- | --- | ---- | ------ |
| 2004 |                        |                 | GR | VIE | SJU | PAR | SL | OBE | AG | CON | RC | SRA | BB | BA  | RAF | MDP | -    | -      |
| 2004 | Honda Racing Petrobras | Honda Civic VII |    |     |     |     |    |     |    |     |    |     |    | 18† |     |     | -    | -      |